# 鹤唳华亭
《鹤唳华亭》（英語：Royal Nirvana），2019年中国大陆古装剧。改编自雪满梁园的同名架空历史小说，由羅晉、李一桐、黄志忠、张志坚、苗圃、金瀚、郑业成领衔主演，历史原型为南齐武帝时期，优酷于2019年11月12日首播，中華電信MOD於2019年11月20日全台灣獨家跟播，每週更新。

## 播出时间

### 首播
| 頻道                  | 所在地   | 播出日期       | 播出時間                                                                | 備註                       |
| --------------------- | -------- | -------------- | ----------------------------------------------------------------------- | -------------------------- |
| 優酷                  | 中国大陆 | 2019年11月12日 | 會員搶先看5集，每周一、四 7:00 更新4集 非會員每星期一至五 20:00 更新1集 |                            |
| Astro雙星 Astro雙星HD | 马来西亚 | 2019年11月15日 | 星期一至五 19:00 - 20:00                                                |                            |
| 佳樂台                | 新加坡   | 2020年1月28日  | 星期一至四 22:00-23:00                                                  |                            |
| 八大第一台            | 臺灣     | 2021年5月13日  | 星期一至五 21:00-22:00 （首日連播兩集 20:00 - 22:00）                   | 20:00-21:00為重播時段      |
| 緯來戲劇台            | 臺灣     | 2021年9月14日  | 星期一至五 23:00-24:00                                                  | 10月4日起，改為22:00-23:00 |

## 演员列表

### 主要角色
| 演員                         | 角色            | 介紹 |
| 羅晉 17歲：鄭偉 幼年：阮奕銘 | 蕭定權 （三郎） | 历史原型：文惠太子萧长懋 字民成，當朝皇太子，實際在皇子中排第三，但太子乃嫡子及儲君，與其他皇子不同，故不在其列。 幼時乳名：阿寶，腹背受敵的他，少年喪母，又未見母親最後一面，還吃上深夜闖宮的大罪，而不與父親親近，早年的經歷讓他對親情極度渴望。深受儒家傳統教育的定權渴慕父愛，謹守臣子與兒子的責任，但皇帝蕭睿鑒卻对其一再疏遠，并縱容庶子齊王對儲君之位的覬覦。在親近之人（母親、老師）相繼被害後，深受太子太傅盧世瑜儒家思想熏陶的定權，堅定地以家國天下的君子準則和小人陰謀做鬥爭，顧逢恩叛亂時為使其出師無名而篡改聖旨內容廢黜自己儲君位置，最終於房間中自戕，獲追謚為慧德皇太子，落葬惠陵。 |
| 李一桐                       | 陸文昔 （阿寶） | 御史中丞陸英之女，為拯救春闈遭人陷害的兄長而與太子蕭定權有了交集。在父兄遭難後，化身為東府女官顧瑟瑟（化名阿寶），不論定權娶了太子妃，依然默默守護在定權身邊，先後幫助他解決了軍馬案、童謠案，最終使父兄的冤屈得以昭雪，奸佞巨蠹得以伏法，定權和文昔也在互相配合間情感不斷加深（結局暗示其在誕下蕭定權遺腹子後亦同樣自戕）。 |
| 黄志忠                       | 蕭睿鑒          | 历史原型：齐武帝萧赜 皇帝 蕭定權之父，當年迎娶顧思林之妹，也等於得到顧家軍權為後盾，但如今對掌握軍權又佔據一方的顧家十分顧忌，以定權節制顧思林。曾對太子說過一直是「閉上門是父子，開了門是君臣」的態度，對大郎比三郎表面上是更為親近，但心裡依然關心著自己的太子，在蕭定權自廢太子後，親自來到其門前把自己心裡話都說出來，想與其冰釋前嫌不做君臣而真真正正做父子，在目睹其自戕後傷心倒地，最終含飴弄孫指定蕭定權遺腹子阿琛為儲君。 |

### 皇族
| 演員                                  | 角色            | 介紹 |
| 金瀚                                  | 蕭定棠 （大郎） | 皇長子，齊王。 胆小怕事，觊觎皇位，屢次與其岳父中書令聯手陷害太子，最後被貶為廣川郡王，永生不得再返京。 |
| 辛鹏                                  | 蕭定楷 （五郎） | 皇五子，趙王。 不受父母重视。生得一副天真無邪模樣，定權一直拿這個五弟當小孩子看待。定楷在大相國寺偶遇文昔，對文昔心生愛慕之意，實心機手段皆在齊王之上，後陷害太子失敗，被褫奪一切封爵，杖責八十致死。（臨死前向蕭定權告知其最後一步棋，後在太子聽聞顧思林死訊成功離間其與蕭睿鑒） |
| 苗圃                                  | 趙貴妃 趙皇后   | 繼皇后，孝端皇后，登華宮之主，齊王蕭定棠與趙王蕭定楷之母。趙王為免成婚後要離京就藩而利用其對趙王的內疚及不想接二連三看見自己的兒子被逐出京師之痛苦使其吞金自殺。 |
| 王雨                                  | 許昌平          | 愍太子之子，以貢員的身份出現在春闈，而且為李柏舟所用。屢次陷害定權，後與定權冰釋前嫌成為其心腹，與陸文昔合計以自己為餌設套趙王使其被廢，在玉帶案後，被剝奪功名卸職返鄉，最終成為皇太孫阿琛之少傅，輔佐其成為一代明君。                                                            |
| 程小蒙                                | 張念之          | 端懿太子妃，刑部尚書張陸正長女，賢良淑德，温柔端莊，深愛自己的夫君。在趙貴妃千秋家宴中，已有身孕的太子妃遭人毒害而亡，一屍兩命。（原著中未出現的角色） |
| 陸妍淇                                | 李和綽          | 齊王妃，中書令李柏舟独女，嬌縱蠻橫，脾氣不好又心急嘴快。（原著中未出現的角色） |
| 王媛可                                | 顧思卿          | 顧皇后。 先皇后，孝敬皇后，居懿德宮，太子定權之母，顧思林之妹。 |
| 趙圓瑗                                | 宋貴人          | 皇帝寵妾 |
| 虞匯源                                | 王美人          | 皇帝寵妾 |
| 張子琪                                | 謝良娣          | 太子妃 皇太子繼室，趙皇后的遠房姪女，在端懿太子妃薨逝後被冊封成為新的太子妃。 |
| 唐昕                                  | 周良娣          | 皇太子妾室 |
| 武琳                                  | 張良娣          | 皇太子妾室 |
| 林璐瑤                                | 吳保林          | 皇太子妾室 |
| 董子武                                | 蕭時垕          | 宗正寺大宗正。先帝的弟弟、定權叔祖、武德侯的姑父。（原著中未出現的角色） |
| 12歲：周津仕 7歲：馬大寶 幼年：蔣奕帆 | 蕭定梁          | 皇六子，長沙郡王。 在赵贵妃千秋家宴中误食了下了毒的食物而险些丧命。 |
| 蕭李臻瑱                              | 阿琛            | 历史原型：萧昭业 皇太孫 為蕭定權與陸文昔之遺腹子，極受蕭睿鑒疼愛，被指定成為儲君。 |

### 顧府
| 演員   | 角色   | 介紹 |
| 郑业成 | 顾逢恩 | 嘉义伯，后加封为河阳候，并敕封长州镇守副都督。顧思林次子，蕭定權從小一起長大的表哥。雖生在武官世家但一心從文科考入仕輔佐太子，然而命運多舛，在冲撞破坏国典一案遭陷害失去功名資格後從軍，得知父親被暗算致死從而決定造反為其報仇，威迫蕭定權參與謀反不成，平叛軍兵臨城下，絕望於城墻上自刎。 |
| 劉德凯 | 顧思林 | 武德侯，蕭定權的舅舅，手握重權的將軍。 十分疼愛定權，以出兵長州對抗外敵為條件，為定權取得皇太子冠禮的機會，因佔據一方領土又手掌兵權而為皇帝忌憚，後被趙王死士偷襲致死。 |
| 林琮軒 | 顧承恩 | 河陽伯，武德侯長子，顧逢恩長兄，後戰死殉國。 |

### 朝廷官員
| 演員   | 角色     | 介紹 |
| 王勁松 | 盧世瑜   | 吏部尚書，清流领袖的太子太傅，太子的授業恩師。 雖然嚴厲但是真心對待太子，所以太子也只認这个老師，二人肯定稱得上是忘年交，甚或是親如父子。死諫逼着皇帝給太子行冠禮，以穩固太子的地位。在春闈科考洩題一案中，定權為保護恩師與逢恩，先行詐偽之術，事跡敗露後，太傅為保下定權，一人扛下所有罪過，最後致仕還鄉。卻又在返鄉前，為拯救遭中書令及張陸正陷害的皇太子定權而自攬罪責自戕於殿前。 |
| 张志坚 | 李柏舟   | 中書令，中書省的宰執，齊王妃的父親，蕭定棠之岳父。 為齊王謀略，為讓其入主東宮，三番兩次策劃陷害太子一黨。曾經任兵部尚書，故在軍中有一定勢力，導致相權過重，令人忌憚。身為宰相，與安平伯結黨營私，因太子冠禮、考生會試、長州移軍「兵事將引，齊藩當行」、竄改邸報、大內廷試等種種事宜皆與中書令脫不開干係，而令皇帝猜忌，故想方設法想削權，後以逆謀定罪而伏誅。                         |
| 邱心志 | 陸英     | 性情介直，因與張陸正不合而落得五年外放，在川蜀路擔任茶馬監察御史。 盧尚書對其寄予厚望，希望他成為清流領袖，接替自己作為太子的堅實後盾，因此舉薦他回京擔任御史中丞。後來因張陸正挾怨報復而以衝撞破壞國典謀大逆罪為由，本該斬立決，但因太子迎娶太子妃所以大赦天下而改為秋後斬監候，最後被張陸正害死。                                                                                   |
| 鮑大志 | 張陸正   | 刑部尚書，太子妃之父，同為吏部尚書盧世瑜的門生。 心思深沉且小心眼，看不慣恩師偏愛他人，陷害陸英以討好中書令。李柏舟伏法後，張陸正當上中書令。 |
| 譚建昌 | 杜蘅     | 刑部侍郎，武德侯顧思林的門生，但卻聽信刑部尚書及中書令的指示，陷害皇太子。 |
| 郭鵬   | 李重夔   | 殿帥，殿前都指揮使，皇帝心腹重臣。掌管著控鶴衛，負責保衛皇帝。（原著中未出現的角色） |
| 景崗山 | 李明安   | 長州刺史，皇帝心腹重臣。 與陸英為同鄉同年二十載之故交，其夫人為文昔義母，因這層關係導致皇帝駁回盧世瑜舉薦文昔為太子妃，後被顧逢恩殺死。 |
| 劉挺   | 遊鳴將軍 | 太子東宮親衛總指揮使，一心扶持太子，為太子辦差。（原著中未出現的角色） |
| 張金元 | 何道然   | 禮部尚書 |
| 邱云鶴 | 張公宣   | 禮部侍郎 |
| 金劍濤 | 黃賜     | 戶部尚書 |
| 張興哲 | 何士釗   | 御史台御史，個性耿直的清流派。 |
| 胡健   | 陳九思   | 御史台御史，聽命於李柏舟。 |
| 張世宏 | 孔尚法   | 大理寺卿 |
| 趙雷棋 | 呂翰     | 天長衛指揮使，聽命於李柏舟。 掌管著京營十二衛當中人數最多裝備最精良的天長衛，令皇帝顧忌。 |
| 劉屹宸 | 楊盛     | 都虞候，顧思林學生與部下。 |

### 宮人
| 演員   | 角色   | 介紹 |
| 郝蕾   | 張尚服 | 尚服局尚服，先皇后宮人。 從小看蕭定權長大，檄文之亂時被吳內人從城牆上推下墜樓重傷，最後為護自己女兒吳內人而攬下所有罪責。（原著中未出現的角色） |
| 王瑞子 | 吳內人 | 尚服局內人，齊王蕭定棠情人。 被蕭定棠利用，最後險遭其滅口，但被太子安排的人救下，假意勒脖子實則讓蕭定棠誤會已死亡，最後在大殿上現身，齊王憂她將實情托盤而出，慌亂之餘承認了確實有將檄文交給吳內人。事後由太子口中得知張尚服為自己生母，因而悔恨交加、痛不欲生。（原著中未出現的角色） |
| 馮波   | 姜氏   | 尚宮局尚宮，統領六宮，近身侍奉趙貴妃。 趙王親信，將文昔送進東宮，有意讓她成為太子助力對付李柏舟。（原著中未出現的角色） |
| 夏楠   | 陳蔻珠 | 近身服侍定權的東府內人，齊王內應 |
| 刘海蓝 | 夕香   | 原為東府內人，被貶至東府瀚衣院。後來隨文昔離開瀚衣所，成為服侍文昔的內人。 |
| 譚希和 | 陳謹   | 內侍省都都知 |
| 王建國 | 王慎   | 王常侍，東宮內侍都知 |

### 其他角色
| 演員                     | 角色   | 介紹 |
| 劉怡潼                   | 陸文普 | 陸英長子，陸文昔兄長。（原著中未出現的角色） |
| 11歲：楊浩天 6歲：李慶譽 | 陸文晉 | 陸英二子，陸文昔二弟。 |
| 董春辉                   | 张紹筠 | 刑部尚書張陸正長子，顧逢恩的國子監同學，個性蠢笨且無知。（原著中未出現的角色）                                                                      |
| 吳玉芳                   | 盧夫人 | 盧尚書夫人，與盧尚書鶼鰈情深。看著文昔長大，視她如親生女兒。                                                                                        |
| 王繼世                   | 趙壅   | 安平伯，趙貴妃之父，齊王蕭定棠外公。 欽差富春，卻大肆搜掠百姓茶魚，視錢為命，無所不貪，中飽私囊並耽誤博馬之政，影響邊界戰事。（原著中未出現的角色） |
| 黃詩棋                   | 張頌之 | 刑部尚書張陸正次女。（原著中未出現的角色） |
| 徐楊                     | 長和   | 趙王府內侍都知 |
| 楊萬里                   | 長安   | 東府內侍，實為趙王手下。 |

## 電視原聲帶
| 曲序 | 曲目                   |        | 作曲         | 演唱   |
| ---- | ---------------------- | ------ | ------------ | ------ |
| 1.   | 出塵（主題曲）         | 段思思 | 譚旋         | 金志文 |
| 2.   | 願得一心人（主題曲）   | 尹约   | 钱雷         | 周深   |
| 3.   | 放鶴圖（蕭定權人物曲） | 劉暢   | 譚旋         | 周深   |
| 4.   | 鹤·焰（片尾曲）        | 尹约   | 尹约、萨顶顶 | 萨顶顶 |

## 番外
- 《鹤唳华亭》被剪掉的部分改名為網絡劇《别云间》(12集)，於2020年9月22日在優酷播出。

## 轶事
- 此剧為羅晉及苗圃继《穆桂英掛帥》后再度合作。
- 此剧為羅晉及金瀚继《錦繡未央》后再度合作。

## 電視節目的變遷
| 马来西亚 Astro双星、Astro双星HD 星期一至五 19:00 - 20:00 | 马来西亚 Astro双星、Astro双星HD 星期一至五 19:00 - 20:00 | 马来西亚 Astro双星、Astro双星HD 星期一至五 19:00 - 20:00 |
| -------------------------------------------------------- | -------------------------------------------------------- | -------------------------------------------------------- |
|                                                          | 鹤唳华亭 （2019年11月15日－2020年2月6日）                |                                                          |
| —                                                        | 想见你 （2020年2月15日－2020年3月16日）                  |                                                          |

| 新加坡 佳樂台 「10點黃金劇」                     | 新加坡 佳樂台 「10點黃金劇」              | 新加坡 佳樂台 「10點黃金劇」 |
| ------------------------------------------------ | ----------------------------------------- | ---------------------------- |
|                                                  | 鹤唳华亭 （2020年1月28日－2020年5月11日） |                              |
| 我们不能是朋友 （2019年12月18日－2019年1月24日） | 安家 （2020年5月12日－2020年8月11日）     |                              |

| 臺灣 八大第一台 星期一至五 21:00 - 22:00 · 5月13日 20:00 - 22:00 | 臺灣 八大第一台 星期一至五 21:00 - 22:00 · 5月13日 20:00 - 22:00                                                    | 臺灣 八大第一台 星期一至五 21:00 - 22:00 · 5月13日 20:00 - 22:00 |
| --- | --- | ---------------------------------------------------------------- |
| | 鶴唳華亭 （2021年5月13日－2021年7月26日）                                                                           |                                                                  |
| 大明風華 （2020年11月18日－2021年2月11日）知否知否應是綠肥紅瘦（重播） （20:00 - 22:00） （2021年2月12日－2021年4月5日）錦繡未央（重播） （20:00 - 22:00） （2021年4月6日－2021年5月12日） | 那年花開月正圓（重播） （20:00 - 22:00） （2021年7月27日－2021年9月15日）築夢情緣 （2021年9月16日－2021年11月11日） |                                                                  |